# Гриб Вікторія Олександрівна
Вікторія Олександрівна Гриб (нар. 19 червня 1968, с. Софіївська Борщагівка, Києво-Святошинський район, Київська область) — український політик, народний депутат України 9-го скликання. Голова Підкомітету Верховної Ради з питань енергетичної безпеки, член Комітету Верховної Ради України з питань енергетики та житлово-комунальних послуг. 

## Життєпис
Народилася 19 червня 1968 року в с.Софіївська Борщагівка Київської області. Дитинство та юність пройшли у Маріуполі, куди родина Вікторії Гриб переїхала одразу після її народження. 
Освіта вища. У 1992 році закінчила Київський університет ім. Тараса Шевченка. Спеціальність «романо-германські мови і література». У 2000 році закінчила Міжнародний інститут з менеджменту за спеціальністю «Магістр бізне-адміністрування».
3 1991 року по 1993 рік працювала на кафедрі англійської мови природничого факультету Київського університету ім. Тараса Шевченка.
З 1993 по 2009 рік працювала на різних посадах в Агенції США з Міжнародного розвитку (USAID).
3 2009 по 2012 рік — на посаді менеджера з корпоративної відповідальності Товариства з обмеженою відповідальністю «ДТЕК».
3 2012 по 2018 рік — керівник департаменту соціального розвитку Товариства з обмеженою відповідальністю «ДТЕК».
3 2018 року по 2019 рік — керівник напряму зі сталого розвитку Товариства з обмеженою відповідальністю «ДТЕК Енерго».

## Громадська діяльність
3 2012 по 2015 рік — голова робочої групи з екологічних питань Глобального договору ООН; з 2011 по 2019 рік — член керуючого комітету Глобального договору ООН.
3 2012 року по 2019 рік — член Наглядових рад Агенцій з економічного розвитку в 9 містах України на сході та заході країни.

## Політична діяльність
В 2014 році — на виборах до Верховної Ради — кандидат у народні депутати від партії «Опозиційний блок», № 41 у списку. На час виборів: керівник із соціального розвитку ТОВ «ДТЕК», безпартійна.
Кандидат у народні депутати на парламентських виборах 2019 року (виборчий округ № 105, Жовтневий район, частина Кам'янобрідського району м. Луганська, частина Новоайдарського району). На час виборів: керівник напряму зі сталого розвитку ТОВ «ДТЕК Енерго», безпартійна. Суб’єкт висування - політична партія «Опозиційний блок». 
За підсумками обробки 100% протоколів 105-го мажоритарного округу, Вікторія Гриб здобула 39,63% голосів виборців, а представник «Опозиційної платформи – За життя» Сергій Медведчук, рідний брат Віктора Медведчука — 31,68%. 
Голова Підкомітету Верховної Ради з питань енергетичної безпеки. Член Комітету Верховної Ради з питань енергетики та житлово-комунальних послуг. Голова міжфракційного депутатського об'єднання «Справедлива трансформація вугільних регіонів». Автор законопроєктів на підтримку медичної та освітньої галузей, вугільної промисловості, соціальної підтримки шахтарів та трансформації вугільних регіонів. Ініціатор збільшення фінансування програм підтримки вугільної галузі. 
Ініціатор проєкту закону про обов'язкову попередню оцінку прогнозного впливу всіх внесених до Верховної Ради законопроєктів на ключові економічні показники держави в середньостроковій перспективі 3-5 років. 
Вікторію Гриб включено до списку українських фізичних осіб, проти яких російським урядом запроваджено санкції.  
Із початком повномасштабного вторгнення Росії в Україну ініціювала законопроєкт «Про відшкодування шкоди завданої потерпілому внаслідок збройної агресії Російської Федерації».
Активно співпрацює з міжнародними гуманітарними та донорськими організаціями, привертаючи увагу до необхідності підтримки України, які можуть надати країни Заходу. 

### Критика імпорту електроенергії з Росії та Білорусі
Від моменту обрання народним депутатом – послідовний критик імпорту електроенергії з Росії та Білорусі, як такого, що шкодить національним інтересам України. У січні 2021 року наголосила, що відновлення імпорту струму з Білорусі та Росії загрожує крахом української енергосистеми:
Україна відновила імпорт електроенергії з Білорусі, маючи профіцит електроенергії. Тобто, ми її виробляємо більше, ніж споживаємо. Торік Україна вже пережила імпорт електроенергії, який спровокував кризу в галузі. Зараз в Україну знову заходить імпортна енергія. Це загрожує втратою десятка тисяч робочих місць.
У квітні 2021 року заявила, що імпорт електроенергії з Росії та Білорусі завдав Україні збитків на 1 млрд грн, а вже в червні виступила з вимогою до Кабінету Міністрів України заборонити імпорт з Росії та Білорусі назавжди.

## Родина та особисте життя
Проживає в селі Софіївська Борщагівка Києво-Святошинського району Київської області.
Одружена. Має доньку. Вільно володіє англійською мовою.